# 도리천

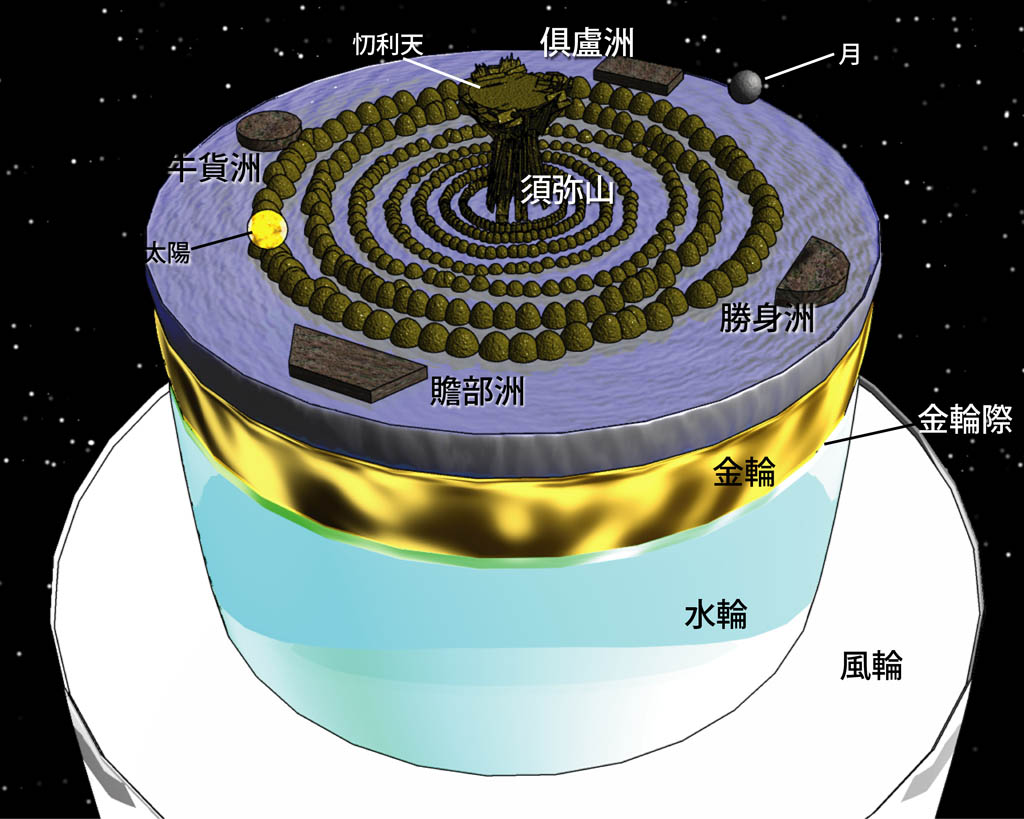
불교 우주론의 1수미세계(一須彌世界): 가운데에 수미산(須彌山)이 있고 수미산 꼭대기에 도리천(忉利天)이 있으며, 도리천의 왕이 제석천 즉 환인(桓因)이다. 허공 즉 공륜에 의지하여 풍륜이 있고, 풍륜 위에 수륜이 있고, 수륜 위에 금륜이 있으며, 금륜 위에 4대주(四大洲)와 9산8해(九山八海)가 있다. 수미산은 9산 가운데 하나이다.

도리천(忉利天, 산스크리트어: Trāyastriṃśa)은 음역하여 다라야등릉사(多羅夜登陵舍) 또는 달리야달리사(怛唎耶怛唎奢)라고도 하며, 의역하여 33천(三十三天)이라고도 한다.
불교의 우주론에 따르면, 도리천은 6욕천(六欲天) 가운데 네 번째 하늘[天]로, 수미산(須彌山)의 정상에 위치하고 있다. 수미산 정상에는 동서남북 4방에 천인(天人)들이 사는 각각 8개씩의 천성(天城)이 있으며, 중앙에는 제석천(帝釋天, 산스크리트어: Śakra, Indra, 인드라)이 사는 궁전인 선견성(善見城)(산스크리트어로 아마라바티)이 있어 33천이라고 한다. 도리천의 천인들의 수명은 1000세이고, 도리천의 하루가 인간세상의 100년이다.
남방불교의 전설에 따르면, 고타마 붓다의 어머니인 마야부인이 죽은 뒤 다시 태어난 곳이 바로 도리천이다. 고타마 붓다는 완전한 깨달음을 증득한 후 얼마 지나지 않은 때인 우기(雨期)에 도리천으로 올라가서 어머니 마야부인을 위하여 석 달 동안 설법하였고 또한 이 기간 동안 잠시 지상에 내려와서는 10대 제자 중 지혜 제일인 사리불에게 그 설법의 요약판을 설법하였다. 이렇게 우기의 석 달이 지난 후 승가시국(僧迦施國, 영어: Sankassa)에 내려왔는데, 승가시국은 불교의 8대성지 가운데 하나이다. 도리천에서 마야부인에게 설법한 것이 아비달마 즉 논장의 전체 버전이고 사리불에게 설법한 것이 그 요약 버전이다. 사리불에게 아비달마의 전체 버전을 설하지 못한 것은 인간세계가 가진 한계 때문에 그 전체를 설하는 것이 불가능하였기 때문이다.
신라 선덕여왕이 자신이 죽으면 도리천에 묻어달라고 말했다.

## 도리천의 위치
《기세경(起世經)》 제1권 〈1. 염부주품(閻浮洲品)〉의 시작 부분에서 고타마 붓다는 비구들에게  우주 즉 3천대천세계(三千大千世界)의 전체적인 구조를 설한 후, 아래 인용문과 같이 1수미세계의 구성요소들인 공륜[虛空] · 풍륜[風] · 수륜[水] · 금륜[地]의 4륜과, 대지(大地) 즉 금륜과, 대해(大海) 즉 8해(八海)와, 9산(九山)의 한가운데에 있는 수미산에 대해 설하고 있다. 그런 후 욕계의 하늘들인 6욕천 · 색계의 하늘 · 무색계의 하늘들을 설명 또는 열거하고 있는데, 이에 따르면 도리천 즉 33천은 6욕천 가운데 제2천으로 수미산 정상의 지표면에 위치하며, 도리천의 왕은 제석(帝釋)이다. 이 경전에 따르면 수미산의 높이는 총 16만 8천 유순인데 바다 속에 잠긴 부분이 8만 4천 유순이고 바다 위에 솟아난 부분이 8만 4천 유순이다. 따라서 도리천의 고도는 해발 8만 4천 유순이다. 이에 비해, 《구사론》 제11권에 따르면, 수미산의 총 높이는 16만 유순으로, 바다에 잠긴 부분이 8만 유순이고 바다 위에 드러난 부분이 8만 유순이다. 따라서 도리천의 고도는 해발 8만 유순이다.
한편, 《기세경(起世經)》은 《장아함경》 제18권 〈30. 세기경(世紀經)〉의 이역본들 가운데 하나로, 수(隋: 581~618)나라 시대인 585~600년 사이에 사나굴다(闍那崛多)가 한역한 경전이다.
 佛言。... 諸比丘。今此大地。厚四十八萬由旬。周闊無量。如是大地。住於水上。水住風上。風依虛空。諸比丘。此大地下。所有水聚。厚六十萬由旬。周闊無量。彼水聚下。所有風聚。厚三十六萬由旬。周闊無量。

諸比丘。此大海水。最極深處。深八萬四千由旬。周闊無量。諸比丘。須彌山王。下入海水。八萬四千由旬。上出海水。亦八萬四千由旬。須彌山王。其底平正。下根連住大金輪上。諸比丘。須彌山王。在大海中。下狹上闊。漸漸寬大。端直不曲。大身牢固。佳妙殊特。最勝可觀。四寶合成。所謂金銀琉璃頗梨。須彌山上。生種種樹。其樹鬱茂。出種種香。其香遠熏。遍滿諸山。多眾聖賢。最大威德。勝妙天神之所止住。諸比丘。須彌山王。上分有峰。四面挺出。曲臨海上。各高七百由旬。殊妙可愛。七寶合成。所謂金銀琉璃頗梨真珠車磲瑪瑙之所莊挍。

諸比丘。須彌山下。別有三級。諸神住處。其最下級。縱廣正等。六十由旬。... 其第二級。縱廣正等。四十由旬。... 其最上級。縱廣正等。二十由旬。... 諸比丘。於下級中。有夜叉住。名曰缽手。第二級中。有夜叉住。名曰持鬘。於上級中。有夜叉住。名曰常醉。諸比丘。須彌山半。高四萬二千由旬。有四大天王所居宮殿。須彌山上。有三十三天宮殿。帝釋所居。三十三天已上一倍。有夜摩諸天所居宮殿。夜摩天上。又更一倍。有兜率陀天所居宮殿。兜率天上。又更一倍。有化樂諸天所居宮殿。化樂天上。又更一倍。有他化自在諸天宮殿。他化天上。又更一倍。有梵身諸天所居宮殿。
 
부처님께서는 말씀하셨다. ...

[편집자주: 다음은 1수미세계의 구성요소들인 공륜 · 풍륜 · 수륜 · 금륜의 4륜에 대한 설명이다.]

“비구들아, 지금 이 대지(大地: 금륜)는 두께가 48만 유순이고, 둘레는 넓이가 한이 없다. 이와 같은 대지는 물[水: 수륜] 위에 머무르고, 물은 바람[風: 풍륜] 위에 머무르고, 바람은 허공(虛空: 공륜)에 의지해 있다.
비구들아, 이 대지(大地: 금륜) 아래 있는 물 더미[水聚: 수륜]는 두께가 60만 유순이고, 넓이는 한이 없다. 그 물 더미 아래 있는 바람 더미[風聚: 풍륜]는 두께가 36만 유순이고, 넓이는 한이 없다.

[편집자주: 다음은 1수미세계의 구성요소들인 8해와 수미산에 대한 설명이다.]

비구들아, 이 큰 바닷물[大海水: 8해]은 가장 깊은 곳의 깊이가 8만 4천 유순이고, 넓이는 한이 없다.
비구들아, 수미산왕은 아래로 바닷물[海水: 수미해]에 잠긴 것이 8만 4천 유순이고, 바닷물 위로 드러난 것이 또한 8만 4천 유순이다. 수미산왕은 그 바닥이 평평하고 반듯하며 아래 뿌리는 큰 금륜(金輪) 위에 연달아 머물러 있다.
비구들아, 수미산왕은 대해(大海: 여기서는 8해 중 수미해) 속에 있는데[在大海中] 아래는 좁고 위는 넓어서 점점 커지고, 끝이 곧아서 굽지 않았으며, 큰 몸은 매우 단단하고, 아름답고 미묘하며 참으로 특이하여 가장 훌륭하며 볼 만한데, 금(金) · 은(銀) · 유리(琉璃) · 파리(頗梨)의 네 가지 보석이 합해서 이루어졌다. 수미산 위에는 갖가지 나무가 자라나 있는데, 그 나무는 울창하여 온갖 향기를 내는데 그 향기는 멀리 풍겨서 모든 산에 두루 찬다. 또 성현(聖賢)들이 많이 모여 살고 있고, 최대의 위덕을 지닌 훌륭하고 묘한 천신(天神)들이 그곳에 살고 있다.
비구들아, 수미산왕의 윗부분에 봉우리가 있는데 사면이 쑥 솟아났고 굽어져서 바다를 내려다 보고 있으며, 각각의 높이는 7백 유순이다. 참으로 미묘하고 사랑스러우며, 일곱 가지의 보석이 합해서 이루어졌으니, 즉, 금(金) · 은(銀) · 유리(琉璃) · 파리(頗梨) · 진주(眞珠) · 차거(車磲) · 마노(瑪瑙)로 화려하게 꾸며져 있다.

[편집자주: 다음은 1수미세계의 구성요소들인 욕계의 하늘들 즉 6욕천에 대한 설명과 열거이다.]

비구들아, 수미산 아래에는 각각 세 등급이 있어 모든 신(神)들이 그곳에서 살고 있다.
그 중 제일 낮은 등급[最下級]은 가로 세로가 똑같이 60유순이다. ...
그 둘째 등급[第二級]은 가로 세로가 똑같이 40유순이고, ...
그 맨 위의 등급[最上級]은 가로 세로가 똑같이 20유순인데, ...
비구들아, 맨 아래급[下級]에는 발수(鉢手)라는 야차가 살고 있으며, 제2급(第二級)에는 지만(持鬘)이라는 야차가 살고 있으며, 상급(上級)에는 상취(常醉)라는 야차가 살고 있다.
비구들아, 수미산 중턱[須彌山半] 높이 4만 2천 유순되는 곳에 사대천왕(四大天王)이 살고 있는 궁전이 있으며 [편집자주: 여기까지는 6욕천 중 제1천인 4천왕천에 대한 설명이다], 수미산 위에는[須彌山上] 삼십삼천(三十三天: 6욕천 중 제2천인 도리천)의 궁전이 있는데 제석(帝釋)이 살고 있다. 삼십삼천에서 한 갑절 올라가면 야마천(夜摩天: 6욕천 중 제3천)들이 살고 있는 궁전이 있고, 야마천에서 위로 또 한 갑절 올라가면 도솔타천(兜率陀天: 6욕천 중 제4천)이 살고 있는 궁전이 있고, 도솔천 위로 또 한 갑절 다시 올라가면 화락천(化樂天: 6욕천 중 제5천)들이 살고 있는 궁전이 있고, 화락천 위로 또 한 갑절 다시 올라가면 타화자재천(他化自在天: 6욕천 중 제6천)들이 살고 있는 궁전이 있고, 타화천 위로 또 한 갑절 다시 올라가면 범신천(梵身天: 색계 초선천의 통칭)들이 살고 있는 궁전이 있다.”
 — 《기세경》 제1권 〈1. 염부주품(閻浮洲品)〉. 한문본 & 한글본

## 제석천과 환인

### 삼국유사의 제석천과 환인
환인(桓因)이 나오는 《삼국유사》 제1권의 주요 부분은 아래 인용문과 같다. 《삼국유사》의 제석(帝釋)이라는 표현은 불교에서 말하는 제석환인(帝釋桓因, 인드라)에서 차용된 것으로 보이며 이를 원래의 신화에 불교적 색채가 가미된 것으로 보는 것이 일반적이다. 한편 원래의 신화에서도 환인(桓因)이라는 명칭은 존재하였던 것으로 보아 이를 천신(天神, 하늘님/한님)이나 태양신(환님)으로 해석하기도 한다.
 古記云。昔有桓因(謂帝釋也)庶子桓雄。數意天下。貪求人世。父知子意。下視三危太伯可以弘益人間。乃授天符印三箇。遣往理之。雄率徒三千。降於太伯山頂(即太伯今妙香山)神壇樹下。謂之神市。是謂桓雄天王也。將風伯雨師雲師。而主穀主命主病主刑主善惡。凡主人間三百六十餘事。在世理化。

 
또 《고기(古記)》에는 이렇게 말했다.  "옛날에 환인(桓因 [제석帝釋을 말함])의 서자(庶子) 환웅(桓雄)이란 이가 있었는데 자주 천하(天下)를 차지할 뜻을 두어 사람이 사는 세상[人世]을 탐내고 있었다.  그 아버지가 아들의 뜻을 알고 삼위태백산(三位太伯山)을 내려다보니 인간(人間)들을 널리 이롭게 해 줄 만했다. 이에 환인은 천부인(天符印) 세 개를 환웅에게 주어 인간의 세계를 다스리게 했다. 환웅은 무리 3,000명을 거느리고 태백산(太伯山) 마루턱(곧 태백산太白山은 지금의 묘향산妙香山)에 있는 신단수(神檀樹) 밑에 내려왔다.  이곳을 신시(神市)라 하고, 이 분을 환웅천왕(桓雄天王)이라고 이른다. 그는 풍백(風伯) · 우사(雨師) · 운사(雲師)를 거느리고 곡식 · 수명(壽命) · 질병(疾病) · 형벌(刑罰) · 선악(善惡) 등을 주관하고, 모든 인간(人間)의 360여 가지 일을 주관하여 세상을 다스리고 교화(敎化)했다."
 — 《삼국유사》 권제1 〈기이(紀異) 제1〉. 한문본 & 한글본

### 불교 용어로서의 제석천과 환인
불교 용어로서의 환인(桓因)은 불교 우주론에서 6욕천 중 제2천인 도리천(33천)의 왕인 제석천(帝釋天)의 다른 이름이다. 제석천의 산스크리트어 원명은 샤크라 데바남 인드라(산스크리트어: Śakra Devānām-indra, 팔리어: Sakka devānam indo)인데 '데바들의 왕, 샤크라(Śakra, lord of the devas)'를 뜻한다. 음역하여 석가제환인다라(釋迦提桓因陀羅)라고도 하며, 이것을 줄여서 석제환인(釋提桓因) 또는 석가제바(釋迦提婆)라고도 한다. 그리고 환인(桓因)은 석제환인의 줄임말이다. 석가제환인다라(釋迦提桓因陀羅)에서 석가는 샤크라(Śakra)의 음역어인데, 샤크라는 힌두교의 신 인드라(Indra)의 여러 다른 이름들 가운데 하나이다. 제환은 데바남(Devānām)의 음역어인데 '데바들의(of devas, of gods, of demigods)'를 뜻하며, 제바(提婆)라고도 음역하며 보통 의역하여 천(天)이라고 한다. 인다라는 인드라(indra)의 음역어인데 우두머리(chief) 또는 왕(king)을 뜻한다. 즉, 환인(桓因)은 석가제환인다라(釋迦提桓因陀羅)에서 '환인'을 추출하여 약어로 삼은 것으로, 데바들의 왕(lord of devas)을 뜻한다.
제석(帝釋)의 한자어 문자 그대로의 뜻은 '천제(天帝) 샤크라(Sovereign Śakra)' 즉 '신[天]들의 제왕[帝], 샤크라[釋](king of the gods, Śakra)'이다. 또한 제석천은 간단히 천주(天主)라고도 하는데, 이것도 역시 '데바[天]들의 왕[主]'을 뜻하는 산스크리트어 인드라(Indra)를 의역한 것이다.
불교 우주론에 따르면, 제석천이 '모든 데바들 즉 모든 천신(天神)들의 왕' 즉 최고신(God)인 것은 아니며, 6욕천 가운데 제2천인 도리천 즉 33천의 왕이다. 그런데, 6욕천의 제1천인 4천왕천의 왕들인 4천왕이 제석천의 통솔을 받으므로, 제석천은 6욕천의 제1천과 제2천의 왕이라고 할 수 있다. 즉, 제석천은 욕계 · 색계 · 무색계의 여러 하늘들 가운데 최하위의 두 하늘의 왕일 뿐이다. 그렇기는 하나, 다른 한편으로는, 불교 우주론에서 하늘[天]들은 지표면에 존재하는 하늘인 지거천과 공중에 존재하는 하늘인 공거천으로 나뉘는데, 욕계의 6욕천 가운데 가장 하위의 두 하늘인 제1천인 4천왕천과 제2천인 도리천(33천)만이 지거천이며 나머지 모든 욕계 · 색계 · 무색계의 하늘들은 모두 공거천이다. 이런 측면에서는 환인(桓因) 즉 제석천은 비록 지상계와 천상계 전체의 최고신(God)은 아니지만 지상계의 최고신이라고 할 수 있다. 제석천이 거주하는 궁전은 '하나의 세계[一世界]' 즉 1수미세계(一須彌世界) 또는 1소세계(一小世界)의 중심을 이루는 산인 수미산의 정상의 지표면에 위치한다.
그리고, 불교 우주론에서, 태양신 즉 일천(日天)은 달의 신인 월천(月天)과 함께 6욕천의 제1천인 4천왕천에 속하는 천신이다. 즉, 4천왕의 통솔을 받는 데바이다. 4천왕천의 천신들이 거주하는 곳, 즉 4천왕천의 범위는 해와 달, 수미산의 하반부 그리고 7금산(七金山)이다. 즉, 9산 가운데 제9산 즉 맨바깥의 산맥인 철위산이 제외되며, 또한 철위산과 제8산 사이에 있는 짠물 바다에 둘러싸여 있는 네 대륙인 4대주(四大洲)가 제외된다. 4대주는 인간도의 유정들의 세계 즉 거주처이다. 4대주를 4천하(四天下)라고도 한다. 즉, 불교 용어로서의 천하(天下)는 4대주의 어느 하나를 가리킨다. 4대주 가운데 남쪽에 있는 대륙인 남섬부주(南贍部洲) 즉 염부제(閻浮提)는 원래는 인도 아대륙을 가리킨 것이지만, 후대에서는 지구 즉 우리들이 살고 있는 인간세계[人世]를 가리키는 것으로 해석되고 있다. 우리들이 살고 있는 인간세계 즉 천하는 1수미세계(一須彌世界)의 아주 작은 일부분이다.
불교 우주론에 따르면, 한 명의 부처의 교화 범위를 1불찰(一佛刹) 즉 1개의 불국토라고 하는데, 1불찰은 1개의 3천대천세계(三千大千世界)를 말한다. '6욕천의 나머지 네 하늘과 색계 · 무색계의 하늘들을 포함한, 1개의 태양과 1개의 달이 있는 1수미세계 즉 1세계'가 1000개 모여서 소천세계(小千世界)를 이루고, 소천세계가 1000개 모여서 중천세계(中千世界)를 이루며, 중천세계가 1000개 모여서 대천세계(大千世界)를 이룬다. 이와 같이 천(千, 1000)이 3번 중첩되었다고 하여 대천세계를 3천대천세계(三千大千世界)라고도 한다. 이러한 3천대천세계가 우주 즉 법계를 이룬다. 따라서 엄밀히 계산하면 1수미세계가 10억 개 모인 것이 하나의 우주인데, 불교 우주론에 따르면 이것은 단지 표현상의 서술에 지나지 않는 것으로 대천세계 즉 우주는 실제로는 1수미세계 즉 1세계가 천백억(千百億 = 1000 × 100억) 개 즉 10조 개 모인 것이다. 이러한 견해에 의할 때, 우리들이 살고 있는 인간세계 즉 천하 즉 남섬부주는 우주의 지극히 미소한 일부일 뿐이다. 하지만 한 유정이 완전한 깨달음에 도달할 때 그 지혜는 우주의 전 영역, 즉 천백억 개의 세계 전체를 포괄한다.

## 33천
《정법념처경》 제25권에 따르면 도리천에 존재하는 33천의 명칭은 다음과 같다.
1. 주선법당천(住善法堂天)
2. 주봉천(住峯天)
3. 주산정천(住山頂天)
4. 선견성천(善見城天)
5. 발사지천(鉢私地天)
6. 주구타천(住俱吒天)
7. 잡전천(雜殿天)
8. 주환희원천(住歡喜園天)
9. 광명천(光明天)
10. 파리야다수원천(波利耶多樹園天)
11. 험안천(險岸天)
12. 주잡험안천(住雜險岸天)
13. 주마니장천(住摩尼藏天)
14. 선행지천(旋行地天)
15. 금전천(金殿天)
16. 만영처천(鬘影處天)
17. 주유연지천(住柔軟地天)
18. 잡장엄천(雜莊嚴天)
19. 여의지천(如意地天)
20. 미세행천(微細行天)
21. 가음희락천(歌音喜樂天)
22. 위덕륜천(威德輪天)
23. 월행천(月行天)
24. 염마사라천(閻摩娑羅天)
25. 속행천(速行天)
26. 영조천(影照天)
27. 지혜행천(智慧行天)
28. 중분천(衆分天)
29. 주륜천(住輪天)
30. 상행천(上行天)
31. 위덕안천(威德顔天)
32. 위덕염륜천(威德焰輪天)
33. 청정천(淸淨天)

## 관련 문화
새해에 보신각종은 33번 친다. 기미독립선언서는 민족대표 33인이 서명했다. 도리천의 33천을 의미한다.

## 같이 보기
- 스바르가

## 참고 문헌
- 반야류지 한역, 김월운 번역 (K.801, T.721). 《정법념처경》. 한글대장경 검색시스템 - 전자불전연구소 / 동국역경원. K.801(20-1), T.721(17-1). |title=에 외부 링크가 있음 (도움말)
- 사나굴다 한역, 번역자 미상 (K.660, T.24). 《기세경》. 한글대장경 검색시스템 - 전자불전연구소 / 동국역경원. K.660(19-263), T.24(1-310). |title=에 외부 링크가 있음 (도움말)
- 세친 지음, 현장 한역, 권오민 번역 (K.955, T.1558). 《아비달마구사론》. 한글대장경 검색시스템 - 전자불전연구소 / 동국역경원. K.955(27-453), T.1558(29-1). |title=에 외부 링크가 있음 (도움말)
- 운허.  동국역경원 편집, 편집. 《불교 사전》. |title=에 외부 링크가 있음 (도움말)
- (영어) Dawson, John (1888). 《A Classical Dictionary Of Hindu Mythology And Religion Geography History And Literature》. London: Trübner. |title=에 외부 링크가 있음 (도움말)
- (영어) Red Pine (2004). 《The Heart Sutra: The Womb of the Buddhas》. Shoemaker 7 Hoard. ISBN 1-59376-009-4.
- (중국어) 반야류지 한역 (T.721). 《정법념처경(正法念處經)》. 대정신수대장경. T17, No. 721, CBETA. |title=에 외부 링크가 있음 (도움말)
- (중국어) 佛門網. 《佛學辭典(불학사전)》. |title=에 외부 링크가 있음 (도움말)
- (중국어) 사나굴다 한역 (T.24). 《기세경(起世經)》. 대정신수대장경. T1, No. 24, CBETA. |title=에 외부 링크가 있음 (도움말)}
- (중국어) 星雲. 《佛光大辭典(불광대사전)》 3판. |title=에 외부 링크가 있음 (도움말)
- (중국어) 세친 조, 현장 한역 (T.1558). 《아비달마구사론(阿毘達磨俱舍論)》. 대정신수대장경. T29, No. 1558, CBETA. |title=에 외부 링크가 있음 (도움말)